# Arcidiocesi di Craina
L'arcidiocesi di Craina (in latino Archidioecesis Crainensis) è una sede soppressa della Chiesa cattolica che fu sede titolare fino al 1932.

## Storia
La localizzazione di quest'arcidiocesi pone vari problemi di difficile soluzione. Basandosi su ragioni etimologiche Daniele Farlati colloca questa sede in una regione litoranea della Dalmazia, senza riuscire a determinarne definitivamente la sede. Altre ipotesi collocano la sede in diverse regioni sparse dall'Erzegovina fino all'Epiro, ma con più probabilità verso Macarsca. Nota sempre Farlati che nel periodo in cui sono registrati gli arcivescovi di Craina, la sede di Macarsca è vacante. Tuttavia, mentre Macarsca è sempre stata una sede vescovile, mentre Craina è una sede arcivescovile, incongruenza che pare invincibile. Un'altra identificazione è con la chiesa, oggi in rovina, di Prečista Krajinska, che fiorì nel Medioevo e fu ricostruita dai Balšići, dinastia che dominò l'Albania fino al 1421.
La sede titolare di Craina fu soppressa con la morte, nel 1932, del suo ultimo vescovo, Jean-Marie Mérel, vicario apostolico di Guangzhou in Cina.

## Cronotassi dei vescovi titolari
- Teodosio † (? - 5 maggio 1452 deposto)
- Saba † (5 maggio 1452 - ? deceuto)
- Paolo Dusić † (11 marzo 1454 - 1457 deceduto)
- Andrea Zamometić, O.P. † (10 gennaio 1476 - prima del 1482)
- Giacomo Sulizio o Saresio † (4 settembre 1482 - prima del 1489)
- Francesco Quirini † (1495 - 27 novembre 1499 nominato arcivescovo di Durazzo)
- Hieremias † (menzionato nel 1518)
- Juan Bautista Centelles † (15 novembre 1521 - 1525 dimesso)
- Germán Centelles † (1525 - ?)

...
- Jean-Marie Mérel, M.E.P. † (16 giugno 1921 - 13 ottobre 1932 deceduto)